# Agapanthia chalybaea
Agapanthia chalybaea là một loài bọ cánh cứng trong họ Cerambycidae.